# 托里奇和西德文 (英國國會選區)
托里奇和西德文（英語：Torridge and West Devon），英國國會一郡選區，包括英格蘭西南部德文郡西部，包括托里奇全部，以及西德文區西部。
本區始設於1983年，早期支持保守黨，但當區議員愛瑪·尼科爾森在1995年轉投自民黨。1997年以後，自民黨候選人在本區當選兩屆。在2010年大選中當區保守黨的議員喬弗利·科克斯以45.7%選票連任成功。